# Effetti non specifici dei vaccini

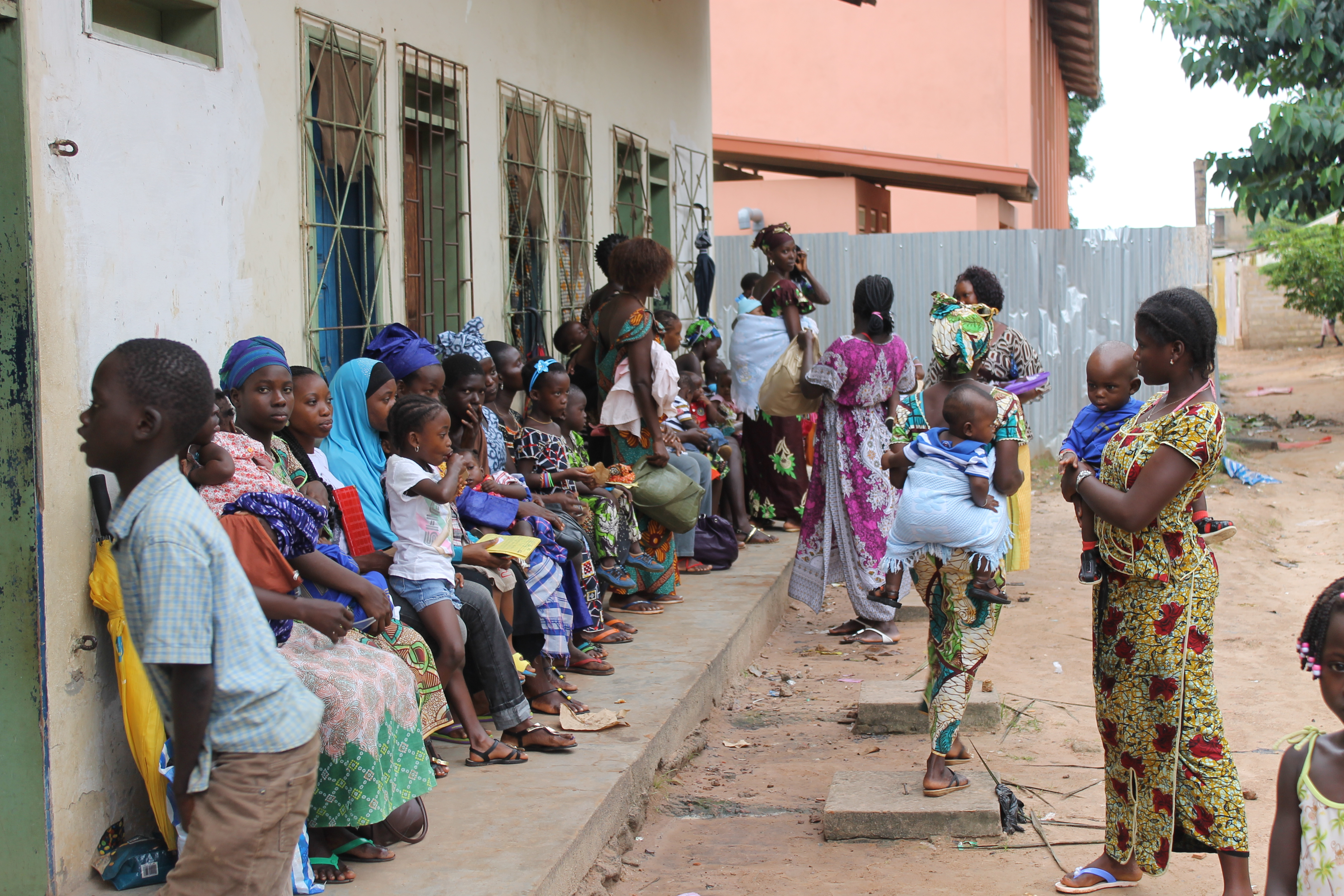
Donne e bambini in fila per una vaccinazione in Guinea-Bissau. Si stima che milioni di decessi infantili potrebbero essere prevenuti ogni anno se gli effetti non specifici dei vaccini fossero presi in considerazione nei programmi di immunizzazione.

Gli effetti non specifici dei vaccini (chiamati anche effetti eterologhi o effetti off-target) sono quegli effetti causati dalla vaccinazione che vanno oltre gli effetti protettivi specifici contro le malattie bersaglio dell'immunizzazione. Gli effetti non specifici possono avere conseguenze fortemente positive, ad esempio aumentando la protezione contro le infezioni diverse dal bersaglio primario del vaccino. Teoricamente tali effetti potrebbero però comportare anche conseguenze negative, fornendo un'immunità contro le infezioni bersaglio ma aumentando la suscettibilità ad infezioni non bersaglio. Ricerche tuttora in corso suggeriscono che tali effetti dipendano dal vaccino, dal calendario vaccinale e dal sesso del bambino vaccinato.
Numerosi studi RCT hanno dimostrato che tutti i vaccini vivi attenuati utilizzati e studiati fino ad ora (vaccino BCG, vaccino contro il morbillo, vaccino antipolio orale, vaccino contro il vaiolo) riducono la mortalità più di quanto possa essere spiegato dalla sola prevenzione delle infezioni bersaglio.
I vaccini con organismi inattivati (vaccino contro difterite, tetano e pertosse (DTP), vaccino contro l'epatite B, vaccino contro la poliomielite inattivato), pur prevenendo malattie altamente invalidanti e potenzialmente letali, avrebbero un impatto molto più basso sulla mortalità generale rispetto a quelli con organismi attenuati. Studi osservazionali che analizzarono gli effetti del vaccino DTP (difterite-tetano-pertosse) in Paesi con elevata mortalità infantile ipotizzarono un aumento di mortalità generale associato alla somministrazione di vaccini inattivati. Tali studi risultarono tuttavia ad alto rischio di bias statistico ed i loro risultati non furono replicati quando condotti da altri gruppi indipendenti.
Gli effetti non specifici dei vaccini possono essere di lunga durata e molto pronunciati, con effetti significativi su mortalità e morbilità complessiva. In una situazione in cui la malattia bersaglio è sensibile all'immunità di gregge e tale immunità sia già presente nella popolazione di cui fanno parte gli individui da vaccinare, gli effetti non specifici del vaccino possono essere più importanti per la salute generale degli effetti specifici.
Gli effetti aspecifici non devono essere confusi con gli effetti collaterali dei vaccini (come reazioni locali nel sito di vaccinazione o reazioni generali come febbre, mal di testa o eruzione cutanea, che di solito si risolvono entro pochi giorni o settimane ma in rari casi evolvono in anafilassi). Piuttosto, gli effetti non specifici rappresentano una forma di immunomodulazione generica, che ha importanti conseguenze sulla capacità del sistema immunitario di gestire le sfide successive.
Si stima che milioni di decessi infantili nei paesi a basso reddito potrebbero essere prevenuti ogni anno se gli effetti non specifici dei vaccini fossero presi maggiormente in considerazione nei programmi di immunizzazione.

## Storia

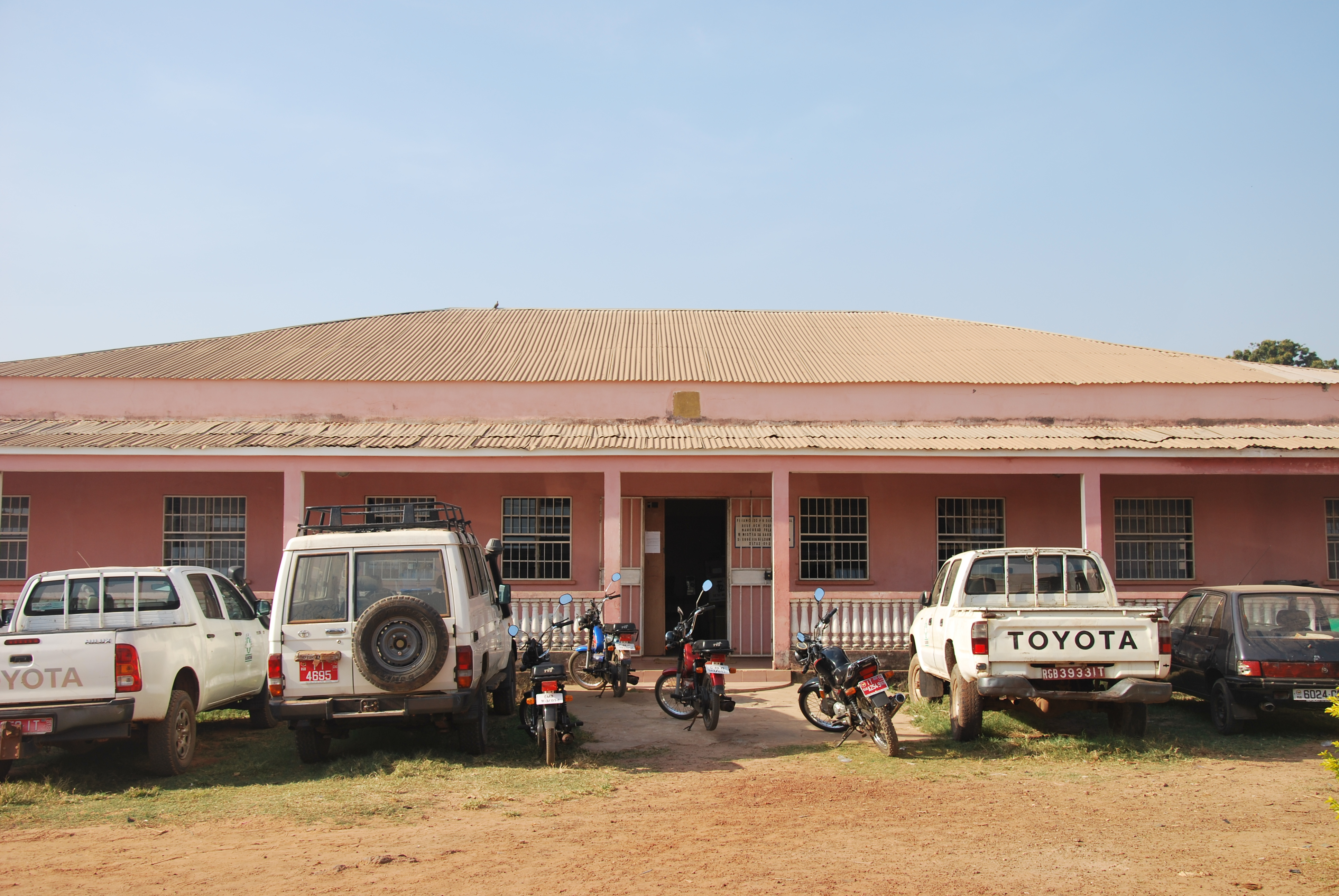
Il Bandim Health Project Office costruito nel 2008

L'ipotesi che i vaccini avessero effetti non specifici potenzialmente dannosi è stata formulata per la prima volta nei primi anni 1990 dal medico ed antropologo danese Peter Aaby, il quale lavorava al Bandim Health Project in Guinea-Bissau.
La prima indicazione dell'importanza degli effetti non specifici dei vaccini è arrivata in una serie di studi randomizzati controllati alla fine degli anni '80. È stato verificato se un vaccino contro il morbillo (HTMV) ad alto titolo (ad alto dosaggio) somministrato a 4-6 mesi di età fosse efficace contro l'infezione da morbillo quanto il vaccino standard contro il morbillo (MV) somministrato a 9 mesi di età. La somministrazione precoce dell'HTMV ha prevenuto l'infezione da morbillo con la stessa efficacia del vaccino MV standard somministrato a 9 mesi di età.
Tuttavia, la somministrazione precoce dell'HTMV è stata associata a una mortalità complessiva doppia tra le femmine (non c'era differenza di mortalità per i maschi). In altre parole, le ragazze a cui era stato somministrato HTMV morivano più spesso nonostante avessero la stessa protezione contro il morbillo dei bambini a cui era stata somministrato il vaccino MV standard. La scoperta ha costretto l'OMS a ritirare l'HTMV nel 1992. Successivamente è stato ipotizzato che la causa dell'aumento della mortalità femminile non fosse l'HTMV, ma piuttosto un successivo vaccino inattivato (DTP o IPV per diversi bambini).
Gli studi osservazionali condotti in Guinea-Bissau e pubblicati nel 2000 da Aaby e collaboratori portarono diversi studiosi a formulare l'ipotesi che i vaccini DTP potessero proteggere contro le malattie bersaglio ma allo stesso tempo influenzare la mortalità causata dall'infezione con altri patogeni, in modo differenziale tra i sessi. Tali osservazioni sul vaccino DTP portarono ad ulteriori studi per verificare tali ipotesi ed analizzare anche gli effetti di altri vaccini costituiti da organismi inattivati. Tali studi tuttavia non portarono evidenze scientifiche a conferma di tali teorie.

## Vaccini vivi attenuati e vaccini inattivati
In seguito agli studi condotti agli inizi degli anni 1990, seguirono numerosi studi osservazionali e studi controllati randomizzati (RCTs) che dimostrarono che l'impatto sulla mortalità tra vaccini vivi attenuati e vaccini inattivati fossero marcatamente differenti. In tali studi è stato evidenziato come il vaccino di Calmette-Guérin (BCG), il vaccino contro il morbillo ed vaccino antipolio orale diminuissero la mortalità in maniera più marcata di quanto possa essere spiegato dalla sola prevenzione delle infezioni bersaglio. Al contrario i vaccini inattivati contro difterite, tetano e pertosse (DTP), contro l'epatite B e contro la poliomielite inattivato dimostrarono di avere scarsi effetti sulla mortalità generale se non addirittura effetti deleteri in alcune osservazioni specifiche.
Ulteriori studi dimostrano inoltre come, in seguito all'eradicazione del vaiolo umano nel 1980 e la conseguente interruzione delle vaccinazioni contro di esso, negli anni successivi i tassi di moralità infantile legata al morbillo fossero aumentati in diverse zone del mondo in cui non erano presenti campagne di vaccinazione per tale malattia.

### Vaccino BCG
Il vaccino BCG è un vaccino vivo attenuato sviluppato contro la tubercolosi che ha dimostrato di avere forti effetti benefici sulla capacità di combattere le infezioni non tubercolari.

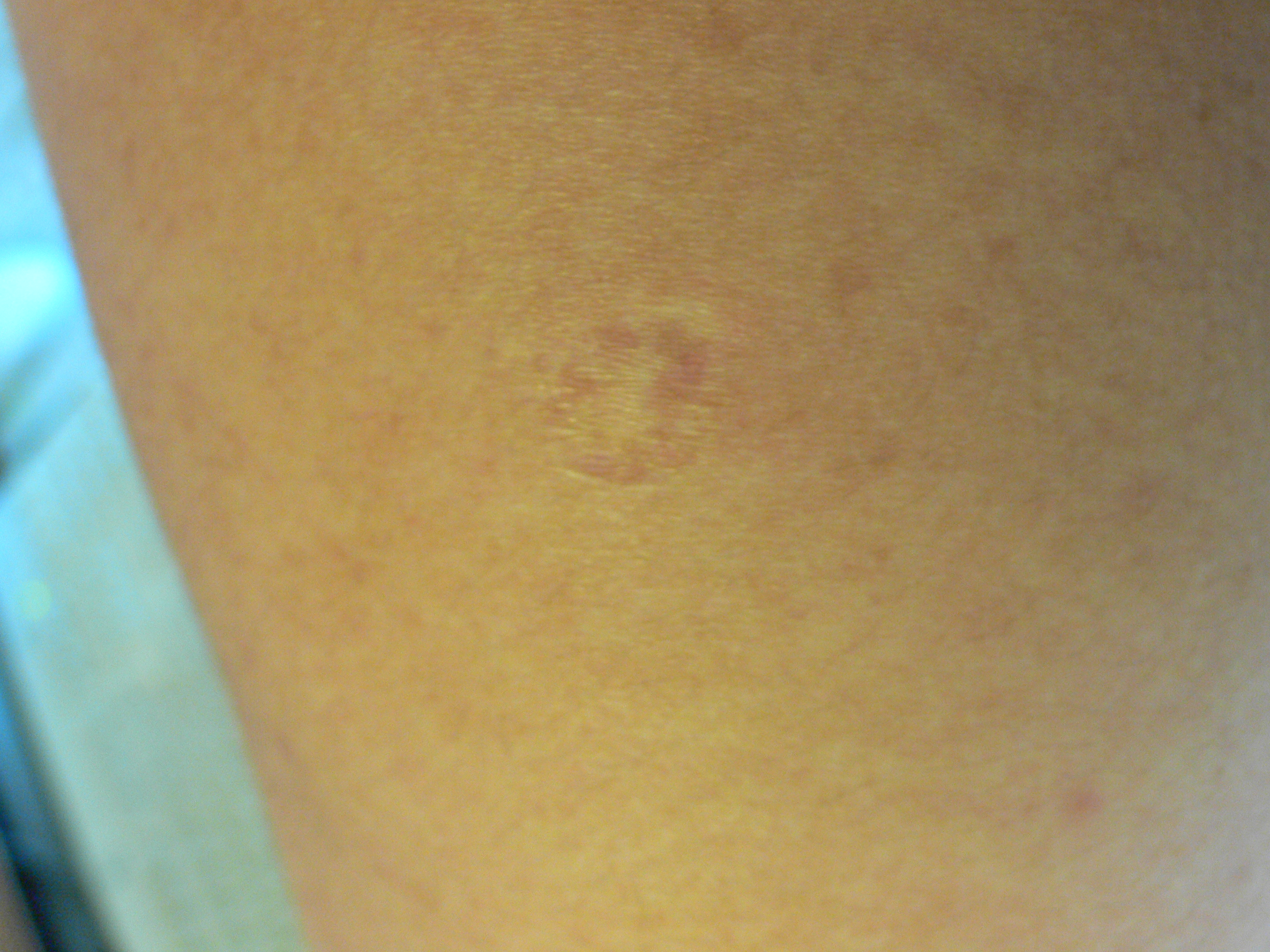
Cicatrice dopo la vaccinazione BCG

Diversi studi hanno suggerito che la vaccinazione BCG può ridurre l'atopia, in particolare se la somministrazione avviene in età precoce. Inoltre, in molteplici studi osservazionali la vaccinazione BCG ha dimostrato di fornire effetti positivi sulla mortalità generale. Queste osservazioni hanno incoraggiato studi randomizzati controllati per esaminare gli effetti benefici non specifici della vaccinazione BCG sulla salute generale. Poiché la vaccinazione BCG è raccomandata alla nascita nei Paesi con un'elevata incidenza di tubercolosi, non sarebbe stato etico randomizzare i bambini in gruppi "BCG" e "no BCG". Tuttavia, molti Paesi a basso reddito ritardano la vaccinazione BCG per i neonati con peso corporeo troppo basso alla nascita, il che ha offerto l'opportunità di testare direttamente l'effetto del BCG sulla mortalità complessiva.
Nei primi due studi randomizzati controllati, la ricezione di BCG + OPV alla nascita vs. OPV ("BCG somministrato in ritardo") era associata a forti riduzioni della mortalità neonatale; questi effetti sono stati osservati già 3 giorni dopo la vaccinazione. La somministrazione di BCG era un fattore protettivo contro la sepsi e le infezioni respiratorie. Tra i bambini vaccinati con BCG, coloro che sviluppavano una cicatrice da BCG o un test cutaneo positivo (TST) avevano meno probabilità di sviluppare sepsi e tra di essi vi era una riduzione complessiva della mortalità infantile del 50% circa.
In una revisione del 2012 commissionata dall'OMS basata su cinque studi clinici e nove studi osservazionali, si è concluso che "i risultati indicavano un effetto benefico del BCG sulla mortalità complessiva nei primi 6-12 mesi di vita." Il follow-up pertinente in alcuni studi è stato breve e tutti gli studi osservazionali sono stati considerati a rischio di bias, quindi la precisione dei risultati è stata valutata come molto bassa secondo i criteri GRADE, tuttavia "Gli studi suggerivano il fatto che la vaccinazione BCG può essere più vantaggiosa quanto prima viene somministrata". Inoltre, "si stima che gli effetti [della somministrazione di BCG] siano nel range di un dimezzamento del rischio di mortalità" inoltre "è improbabile che gli effetti del vaccino BCG sulla mortalità generale siano da attribuire larga misura al minor numero di decessi per tubercolosi [ovvero ad un effetto specifico del vaccino BCG contro la tubercolosi]". Sulla base di tali evidenze, il gruppo strategico di esperti sull'immunizzazione dell'OMS ha concluso che "gli effetti non specifici sulla mortalità per tutte le cause richiedono ulteriori studi".

### Vaccino contro il morbillo
Il vaccino contro il morbillo con titolo standard è raccomandato a 9 mesi di età nei Paesi a basso reddito in cui l'infezione da morbillo è endemica e spesso fatale. Molti studi osservazionali hanno dimostrato che i bambini vaccinati contro il morbillo hanno una mortalità sostanzialmente inferiore a quella che può essere spiegata dalla prevenzione dei decessi correlati al morbillo. Molti di questi studi osservazionali erano esperimenti naturali, come ad esempio studi che confrontavano la mortalità prima e dopo l'introduzione del vaccino contro il morbillo o altri studi in cui fattori logistici piuttosto che la scelta della madre determinavano se un bambino era vaccinato o meno.
Questi risultati sono stati successivamente supportati anche da studi randomizzati condotti dal 2003 al 2009 in Guinea-Bissau. Un gruppo di bambini su cui si era intervenuto somministrando il vaccino contro il morbillo con titolo standard a 4,5 mesi ed a 9 mesi di età ha avuto una riduzione del 30% della mortalità generale rispetto ai bambini del gruppo di controllo, che sono stati vaccinati contro il morbillo solo a 9 mesi di età.
In una revisione commissionata dall'OMS basata su quattro studi randomizzati e 18 studi osservazionali, si è concluso che "C'erano prove consistenti di un effetto benefico del vaccino contro il morbillo, sebbene tutti gli studi osservazionali siano stati valutati come a rischio di bias ed abbiano ottenuto una scarsa confidenza nella valutazione GRADE. C'era un'apparente differenza tra l'effetto sulle femmine e quello sui maschi, con le femmine che beneficiavano maggiormente della vaccinazione contro il morbillo", e inoltre, come per il BCG, "si stima che gli effetti siano nel range di un dimezzamento del rischio di mortalità" e "se questi effetti sono reali, le cause non sono completamente spiegabili dalla sola riduzione delle morti accertate dovute al morbillo". Anche in tale caso, in base alle evidenze riscontrate, il gruppo consultivo strategico di esperti sull'immunizzazione dell'OMS ha concluso che "gli effetti non specifici sulla mortalità generale necessitano di ulteriori studi". 

### Differenze dovute al sesso
Gli effetti aspecifici sono spesso diversi nei maschi e nelle femmine. Ci sono dati accumulati che illustrano che maschi e femmine possono rispondere in modo diverso alla vaccinazione, sia in termini di qualità che di quantità della risposta immunitaria. Tali osservazioni hanno portato gli studiosi ad ipotizzare la necessità di organizzare il calendario vaccinale in maniera differenziale tra i due sessi.

### Interazioni tra interventi sanitari
Gli effetti aspecifici dei vaccini possono essere potenziati o ridotti quando vengono forniti altri interventi sanitari immunomodulanti come la somministrazione di altri vaccini o di vitamine.

### Influenza dell'immunità specifica preesistente
I benefici NSE dei vaccini vivi sono più marcati in caso di vaccinazione precoce, probabilmente a causa degli anticorpi materni. Anche le reazioni indotte dai vaccini vivi somministrati in precenza potrebbero aumentare gli effetti benefici non specifici.

### Paesi ad alto reddito
Gli effetti aspecifici sono stati osservati principalmente nei paesi a basso reddito con elevate incidenze di malattie infettive, ma potrebbero non essere limitati solo a queste aree. Recenti studi danesi basati su registri hanno dimostrato che il vaccino vivo attenuato contro morbillo-parotite-rosolia (MPR) protegge dai ricoveri ospedalieri per malattie infettive e in particolare dall'ammalarsi di virus respiratorio sinciziale.

## Controversie
Nel 2000 Aaby e colleghi hanno presentato dati dalla Guinea-Bissau che suggerivano che la vaccinazione DTP potrebbe, in alcune circostanze (ad esempio assenza di pertosse) essere associata ad aumenti della mortalità generale, almeno fino a quando i bambini non ricevevano il vaccino contro il morbillo. In risposta, l'OMS ha sponsorizzato l'analisi di una varietà di set di dati in altre popolazioni per testare l'ipotesi. Nessuno di questi studi ha replicato l'osservazione di una maggiore mortalità associata alla vaccinazione DTP. L'OMS ha successivamente concluso che le prove erano sufficienti per respingere l'ipotesi di un aumento della mortalità aspecifica a seguito della vaccinazione DTP.
Tuttavia, Aaby e colleghi hanno successivamente sottolineato che gli studi effettuati in tale ambito che non hanno replicato i loro risultati hanno utilizzato metodi di analisi che avrebbero potuto indurre bias contro la possibilità di trovare tale effetto nella popolazione analizzata.
In tali studi, i dati sulle vaccinazioni infantili sono stati tipicamente raccolti in indagini periodiche e le informazioni sulle vaccinazioni, che sono state effettuate tra le successive visite domiciliari, sono state aggiornate al momento della seconda visita. Il tempo per persona a rischio negli stati "non vaccinato" e "vaccinato" è stato quindi suddiviso in base alla data di vaccinazione durante l'intervallo di tempo tra le visite. Questo metodo apre un potenziale bias, per il motivo che l'aggiornamento del tempo per persona a rischio da non vaccinato e da vaccinato è possibile solo per i bambini che sopravvivono fino al secondo follow-up. Coloro che muoiono tra le visite spesso non ricevono vaccinazioni tra la prima visita e la morte registrata, e quindi tenderanno ad essere conteggiati tra i decessi dei bambini non vaccinati, gonfiando così in modo errato il tasso di mortalità tra i bambini non vaccinati.
Tale bias è stato descritto in precedenza, ma in contesti diversi, come fattore distintivo tra analisi di sopravvivenza a "punto di riferimento" (landmark) e "analisi retrospettive" dei dati di coorte. Il metodo retrospettivo può portare a considerevoli bias negli studi sui vaccini in cui i rapporti tra le mortalità osservate tendono a zero (un effetto ampio), mentre il metodo a landmark porta a una classificazione errata che polarizza i rapporti dei tassi di mortalità verso l'unità (nessun effetto).
Un ulteriore problema con la letteratura sugli effetti aspecifici dei vaccini è stata la varietà e la natura inaspettata delle ipotesi che sono state formulate (in particolare relative agli effetti sesso-specifici), il che ha fatto sì che non fosse sempre chiaro se gli effetti studiati fossero il risultato di "analisi post hoc", ovvero condotte solo in seguito all'ottenimento dei dati, o se fossero riflesso di ipotesi formulate a priori.
Tali aspetti sono stati discussi a lungo in una revisione del lavoro di Aaby e dei suoi colleghi a Copenaghen nel 2005. La revisione è stata commissionata dalla Danish National Research Foundation e dalla Novo Nordisk Foundation che hanno sponsorizzato gran parte del lavoro di Aaby e dei suoi colleghi. Un risultato di tale analisi è stata la formulazione esplicita di una serie di ipotesi verificabili, concordate dal gruppo Aaby. Si sperava che studiosi indipendenti progettassero e conducessero ulteriori studi per confermare o confutare tali ipotesi.
Inoltre le due fondazioni hanno sponsorizzato un seminario sull'analisi degli effetti non specifici dei vaccini che si è tenuto a Londra nel 2008. Il seminario ha prodotto tre documenti. Il procedimento è stato inoltrato all'OMS, che ha successivamente concluso che avrebbe "monitorato le evidenze emergenti degli effetti non specifici della vaccinazione".
Nel 2013, l'OMS ha istituito un gruppo di lavoro incaricato di esaminare le evidenze scientifiche riguardo agli effetti non specifici dei vaccini BCG, morbillo e DTP. Sono state condotte due revisioni indipendenti, una revisione immunologica e una revisione epidemiologica. I risultati sono stati presentati all'incontro di aprile 2014 del gruppo strategico di esperti sulle vaccinazioni (SAGE) dell'OMS. L'OMS/SAGE ha concluso che erano necessarie ulteriori ricerche sui potenziali NSE dei vaccini.

## Implicazioni per la salute mondiale
Nel 2013 il medico australiano Frank Shann ha valutato le conseguenze della sostituzione del programma EPI (Expanded Program on Immunization) con un programma alternativo che tenesse conto degli effetti non specifici ed ha concluso: "Se a tutti i neonati nelle regioni ad alta mortalità fosse stato somministrato BCG alla nascita ed il programma di immunizzazione rivisto (...) fosse adottato, con dosi extra di vaccino contro il morbillo a 14 settimane e 19 mesi (al costo di soli US $0,60 per dose erogata), circa un milione (30%) delle 3,2 milioni morti neonatali annuali potrebbero essere prevenute nei Paesi in via di sviluppo e 1,5 milioni (30%) dei 4,8 milioni di decessi tra il primo mese e i 5 anni di età potrebbero essere prevenuti". Inoltre: "Questa riduzione molto ampia della mortalità nei bambini con meno di 5 anni di età sarebbe ottenuta a basso costo utilizzando solo i vaccini che sono già nel programma EPI di routine".